# José Frederico de Saboya
José Frederico de Saboya (nascido em 1 de janeiro de 1946, Fortaleza, Ceará) é um mestre nacional de xadrez, 9 vezes campeão cearense de xadrez (1967, 1971, 1974, 1975, 1976, 1979, 1985, 1991, 2002).
Representou o Brasil em duas Olimpíadas de Xadrez Estudantil (1968 e 1971)
Foi o primeiro jogador do Ceará a ser listado como Mestre Nacional pela Confederação Brasileira de Xadrez
Em março de 2023, foi vice-campeão do Aberto do Brasil XII Memorial Bobby Fischer, vencido pelo Grande Mestre Yago Santiago.

## Jogos de destaque
MI Francisco Trois vs Fred Saboya - Vitória contra um dos mais destacados jogadores do Brasil nos anos 1970 e 1980. 